# Orthotrichia ditenga
Orthotrichia ditenga är en nattsländeart som beskrevs av Wells 1990. Orthotrichia ditenga ingår i släktet Orthotrichia och familjen smånattsländor. Inga underarter finns listade i Catalogue of Life.